# 石玠
石玠（1463年—1521年），字邦秀，直隸真定府藁城縣（今河北省藁城市）人，明朝政治人物，官至戶部尚書。大學士石珤之兄。

## 生平
順天府鄉試第三名舉人，成化二十三年（1487年）丁未科進士。弘治七年（1494年）十二月，由汜水知縣召為廣東道監察御史，出巡大同軍儲，弘治十年按察甘肅、陝西等地，其所呈上的邊防事務，均適合時宜，為都御史戴珊所推崇。丁憂服闋，十三年十月復除河南道御史，當時恰逢災異，石玠又上疏彈劾南京刑部尚書翟瑄以下二十七人。正德元年（1506年）五月升山西按察司副使，四年十月升本司按察使，五年九月升右布政使，六年三月接替馬中錫任都察院右副都御史，巡撫大同，十二月拜為兵部右侍郎。八年正月兼都察院左佥都御史、提督辽东军务，三月晋兵部左侍郎，趕赴遼東巡撫泰寧三衛與海西部長犯邊諸事，隨後召還。左都御史陸完改任，朝廷推舉替代者，三次均不得報準，隨後舉薦石玠為右都御史，掌管都察院。御史李稳彈劾其攀附權貴，武宗未予答覆。
正德十年（1515年）五月，拜為戶部尚書，任內多次反對中官干涉朝政，并反對武宗北出居庸關。正德十四年四月，因得罪權貴小人而辭職歸鄉，家居兩年去世，贈太子少傅。

## 家族
曾祖石友智；祖父石麟，教諭，贈御史；父石玉，進士，曾任按察司副使。母趙氏（封孺人）。具庆下。弟石珤（同科進士）；石珝。

## 著作
有《東滹漫藳》。